# Maurizio De Giovanni
Œuvres principales
- Série Commissaire Ricciardi

Maurizio De Giovanni, né le 31 mars 1958 à Naples, est un écrivain italien de roman policier.

## Biographie
Banquier, il remporte en 2005 le prix national Tiro Rapido avec la nouvelle I vivi e i morti (Les vivants et les morts) qui servira de base au roman L’Hiver du commissaire Ricciardi (Il senso del dolore. L'inverno del commissario Ricciardi), publié en 2007. Depuis, auteur de plusieurs romans policiers se déroulant à Naples, il partage un temps sa vie entre ses occupations professionnelles à la banque et l’écriture. La série ayant le commissaire Ricciardi pour héros compte une dizaine de titres.
Il est également devenu commentateur des grands journaux nationaux et de productions au théâtre. Grand sportif et partisan de l'équipe de football de Naples, il publie plusieurs ouvrages sur son équipe. Il travaille maintenant pour des journaux de sa ville natale et est régulièrement invité par le réseau des sports de la Rai.
En 2012, il fait paraître La Méthode du crocodile (Il metodo del coccodrillo), lauréat du prix Scerbanenco et premier roman d'une série consacrée aux enquêtes du commissaire Lojacono. En janvier 2017, la Rai 1 diffuse I bastardi di Pizzofalcone, une mini-série en 6 épisodes réalisée par Carlo Carlei, avec Alessandro Gassmann dans le rôle du commissaire Lojacono.

## Œuvre

### Romans

#### SérieCommissaire Ricciardi
1. Il senso del dolore. L'inverno del commissario Ricciardi (2007) (Précédemment publié sous le titre Le lacrime del pagliaccio en 2006) L’Hiver du commissaire Ricciardi, traduit par Odile Rousseau, Paris, Payot & Rivages, coll. « Rivages/Noir » no 831, 2011, 266 p.  (ISBN 978-2-7436-2255-8)
2. La condanna del sangue. La primavera del commissario Ricciardi (2008) Le Printemps du commissaire Ricciardi, traduit par Odile Rousseau, Paris, Payot & Rivages, coll. « Rivages/Noir » no 924, 2013 (ISBN 978-2-7436-2596-2) ; réédition, Paris, Payot & Rivages, coll. « Rivages/Noir », 2022 (ISBN 978-2-7436-4728-5)
3. Il posto di ognuno. L'estate del commissario Ricciardi (2009) L'Été du commissaire Ricciardi, traduit par Odile Rousseau, Paris, Payot & Rivages, coll. « Rivages/Noir » no 961, 2014 (ISBN 978-2-7436-2834-5)
4. Il giorno dei morti. L'autunno del commissario Ricciardi (2010) L'Automne du commissaire Ricciardi, traduit par Odile Rousseau, Paris, Payot & Rivages, coll. « Rivages/Noir » no 997, 2015 (ISBN 978-2-7436-3331-8)
5. Per mano mia. Il Natale del commissario Ricciardi (2011) Le Noël du commissaire Ricciardi, traduit par Odile Rousseau, Paris, Payot & Rivages, coll. « Rivages/Thriller », 2017 (ISBN 978-2-7436-3872-6) ; réédition, Paris, Payot & Rivages, coll. « Rivages/Noir » no 1069, 2018 (ISBN 978-2-7436-4545-8)
6. L'omicidio Carosino. Le prime indagini del commissario Ricciardi (2012) L'Affaire Carosino/L'omicido Carosino, édition bilingue, traduit par Laurent Scotto d'Ardino, Paris, Pocket no 12812, coll. « Langue pour tous », 2020  (ISBN 978-2-266-31056-7)
7. Vipera. Nessuna resurrezione per il commissario Ricciardi (2012) Les Pâques du commissaire Ricciardi, traduit par Odile Rousseau, Paris, Payot & Rivages, coll. « Rivages/Thriller », 2018 (ISBN 978-2-7436-4358-4) ; réédition, Paris, Payot & Rivages, coll. « Rivages/Noir » no 1074, 2019 (ISBN 978-2-7436-4733-9)
8. L'Inferno del commissario Ricciardi (2014) L'Enfer du commissaire Ricciardi, traduit par Odile Rousseau, Paris, Payot & Rivages, coll. « Rivages/Noir. Grand format », 2019 (ISBN 978-2-7436-4775-9)
9. Anime di vetro. Falene per il commissario Ricciardi (2015) Des phalènes pour le commissaire Ricciardi, traduit par Odile Rousseau, Paris, Payot & Rivages, coll. « Rivages/Noir. Grand format », 2020 (ISBN 978-2-7436-5131-2) ; réédition, Paris, Payot & Rivages, coll. « Rivages/Noir », 2022 (ISBN 978-2-7436-5797-0)
10. Serenata senza nome. Notturno per il commissario Ricciardi (2016) Nocturne pour le commissaire Ricciardi, traduit par Odile Rousseau, Paris, Payot & Rivages, coll. « Rivages/Noir. Grand format », 2022 (ISBN 978-2-7436-5785-7)
11. Rondini d'inverno. Sipario per il commissario Ricciardi (2017)
12. Il purgatorio dell'angelo. Confessioni per il commissario Ricciardi (2018)
13. Il pianto dell'alba. Ultima ombra per il commissario Ricciardi (2019)
14. Caminito. Un Aprile del commissario Ricciardi (2022)
15. Soledad. Un Dicembre del commissario Ricciardi (2023)

#### SérieCommissaire Lojacono
- Il metodo del coccodrillo (2012) Publié en français sous le titre La Méthode du crocodile, traduit par Jean-Luc Defromont, Paris, Fleuve noir, 2013, 282 p.  (ISBN 978-2-265-09730-8)[1] ; réédition, Paris, 10/18, coll. « Domaine policier » no 4796, 2014, 308 p.  (ISBN 978-2-264-06355-7)
- I bastardi di Pizzofalcone (2013) Publié en français sous le titre La Collectionneuse de boules à neige, traduit par Jean-Luc Defromont, Paris, Fleuve noir, 2015, 316 p.  (ISBN 978-2265098381) ; réédition, Paris, 10/18, coll. « Domaine policier » no 5049, 2016, 351 p.  (ISBN 978-2-264-06872-9)
- Buio per i bastardi di Pizzofalcone (2013) Publié en français sous le titre Et l'obscurité fut, traduit par Jean-Luc Defromont, Paris, Fleuve noir, 2016 (ISBN 978-2-265-09941-8) ; réédition, Paris, 10/18, coll. « Grands Détectives » no 5174, 2017, 360 p.  (ISBN 978-2-264-07063-0)
- Gelo per i Bastardi di Pizzofalcone (2014)
- Cuccioli per i bastardi di Pizzofalcone (2015)
- Pane per i bastardi di Pizzofalcone (2016)
- Vita quotidiana dei Bastardi di Pizzofalcone (2017)
- Souvenir per i Bastardi  (2019)

### Recueils de nouvelles
- Il maschio dominante (2005)
- Le beffe della cena ovvero piccolo manuale dell'intrattenimento in piedi (2007)
- L'ombra nello specchio (2010)
- Mammarella (2010) Les Vivants et les Morts, suivi de Mamounette /  I vivi e i morti, seguito da Mammarella, édition bilingue, traduit par Laurent Scotto d'Ardino, Paris, Pocket no 12815, coll. « Langue pour tous », 2021  (ISBN 978-2-266-31663-7)
- Per segnare bisogna tirare in porta (2010)
- Trema la terra (2011)
- Gli altri fantasmi (2012)
- Respirando in discesa (2012)
- Per amore di Nami (2012)
- Gli altri (2013)
- Regalo di Natale (2013)
- Racconti in sala d'attesa (2013)
- Le mani insanguinate (2014)
- Verità imperfette (2014), recueil écrit en collaboration avec plusieurs auteurs
- La Solitudine dell'anima (2015)
- Nove volte per amore (2016), recueil écrit en collaboration avec cent auteurs

### Nouvelles
- Scusi, un ricordo del terremoto dell'ottanta? (2011), incluse dans les anthologies collectives Trema la terra et Una lunga notte
- Un giorno di Settembre a Natale (2013), reprise dans le recueil de nouvelles Regalo di Natale
- Il tappo del 128 (2013), incluse dans l'anthologie collective Racconti in sala d'attesa
- Ti voglio bene (2015)
- Istantanee (2015)
- Una mano sul volto (2015)

## Adaptation à la télévision
- 2017 : I bastardi di Pizzofalcone, mini-série italienne en 6 épisodes réalisée par Carlo Carlei, avec Alessandro Gassmann dans le rôle du commissaire Lojacono